# Cesana Torinese
Cesana Torinese, někdy jen Cesana, je italská obec v provincii Torino v oblasti Piemont. Nachází se u hranice s Francií ve vzdálenosti 70 km západně od Turína. V roce 2008 zde žilo 1055 obyvatel.